# Tamopsis leichhardtiana
Tamopsis leichhardtiana là một loài nhện trong họ Hersiliidae. T. leichhardtiana được miêu tả năm 1987 bởi Martin Baehr & Barbara Baehr.